# Gualterio Looser

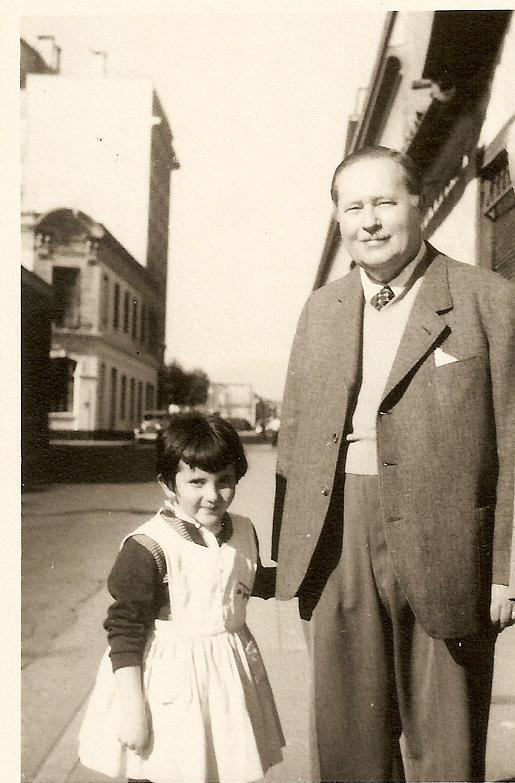
Gualterio Looser.

Gualterio Looser Schallemberg, född i Santiago den 4 september 1898, död där den 22 juli 1982, var en chilensk botaniker.
Solanum looseri Buk.(=S. etuberosum Lindl.), Nassauvia looseri Cabr. (Asteraceae), Aloysia looseri Mold. (Verbenaceae), Amaranthus looseri Suess. (Amaranthaceae), Astragalus looseri I.M.Johnst.(Fabaceae), och Tropaeolum looseri  Sparre (Tropaeolaceae) är namngivna för att hedra Looser. Auktorsnamnet Looser kan användas för Gualterio Looser i samband med ett vetenskapligt namn inom botaniken; se Wikipediaartiklar som länkar till auktorsnamnet.